# Урбанкова, Надя
Надя Урбанкова (чеш. Naďa Urbánková, урождённая Надежда Балабанова,  30 июня 1939, Нова-Пака, Протекторат Богемии и Моравии — 3 февраля 2023, Прага, Чехия) — чехословацкая и чешская актриса театра и кино и певица.
Одна из самых популярных чехословацких певиц 1970-х годов.

## Биография
Родилась 30 июня 1939 года в городе Нова-Пака, имя при рождении Надежда Балабанова. Детство прошло в деревне Боровничка недалеко от Двура Кралове-над-Лабем.
Окончила среднюю медицинскую школу в Трутнове, получила профессию медсестры. По специальности отработала два года и впоследствии говорила:

Я рассматриваю работу медсестры как миссию. По своему опыту знаю, что доброе слово медсестры зачастую эффективнее антибиотиков и переливаний
Оригинальный текст (чешск.)Zaměstnání zdravotní sestry vnímám jako poslání. Z vlastní zkušenosti vím, že vlídné slovo sestry je často účinnější než antibiotika a transfuze

Позднее, уже как известная певица, она взяла шефство над медицинским училищем в Праге.
С молодых лет Надежда систематически совершенствовала своё певческое и актёрское мастерство, которые были ей ближе, чем медицинская служба. Получив некоторый опыт выступлений на любительской сцене, она дебютировала на профессиональной сцене в 1959 году в Пардубицком театре.
Выйдя замуж за актёра Карела Урбанека (1930—2021), она переехала в Прагу, где была участницей Чехословацкого государственного ансамбля песни и танца. Она планомерно дошла до постановки рассказов Гофмана в пражском театре «Латерна Магика».
Известность к актрисе пришла в 1964 году, когда она начала продолжившееся десять лет служение в труппе театра «Семафор» и дебютировала в кино в ставшем успешном мюзикле «Если бы тысяча кларнетов» (её пригласил режиссёр Ян Рогач). Выступала с Павлом Бобеком, Йиткой Молавцовой, Милушей Воборниковой, Милославом Шимеком, Иржи Гроссманом и Зузаной Бурьяновой. За барабанами в аккомпанирующей музыкальной группе сидел Франтишек Ринго Чех.
В 1960-х и 1970-х годах она снялась в фильмах «Поезда под пристальным наблюдением», «Жаворонки на нитке» и «На хуторе у леса». Много сотрудничала с режиссёром Иржи Мензелем, исполняла роли певиц, в том числе и самой себя («Романс за крону» (1975)).
Стала известна как певица с хитами «Závidím» (чешский кавер на «Il ragazzo della via Gluck») и «Drahý můj» (чешский кавер на «A Dear John Letter») в дуэте с Иржи Гроссманном.
В 1969 году она начала сотрудничать с Иржи Брабцем и его группой Country Beat. В этом составе были созданы такие хиты, как «Скала», «Já háhádou se trápím» и др. Её популярность начала резко возрастать в начале 1970-х годов, когда в 1972 году она даже стала победительницей опроса «Золотой соловей».
С группой Country Beat гастролировала по США и выступала в Англии на стадионе «Уэмбли» в Лондоне. Этот визит прошёл в 1973 году в рамках концертов Wembley Country Festival, а через год группа посетила американский город Нэшвилл (Теннесси), главный центр кантри-музыки в США. В последующие годы Урбанкова сотрудничала с оркестром Вацлава Гибша и работала в пражском театре «Карлин». Оттуда она ненадолго вернулась к Иржи Брабцу и Country Beat в 1983 году.
Пела дуэтом с Карелом Готтом. Была занята на Чехословацком телевидении («Сад воспоминаний») Коллега Урбанковой, Милош Скалка, вспоминая её сказал в интервью ČTK:

Надя, по сути, олицетворяла современность
Оригинальный текст (чешск.)Naďa představovala v podstatě modernu

Надя Урбанкова пять раз (1972—1976) побеждала на национальном конкурсе «Золотой соловей» (с середины 1990-х — «Чешский соловей»)
Спустя годы, после серьёзных проблем в личной жизни, трёх неудачных браков, неприбыльного бизнеса и неудач в политике она вернулась к пению и публичным выступлениям. В конце жизни она нашла убежище и дом у монахов-премонстратов в Желивском монастыре недалеко от Гумпольца. Руку помощи ей протянул настоятель монастыря Игнац Крамар. В Йиглаве она вела популярную программу «Песни для гор» на Чешском радио, была судьей музыкального шоу Souboi hitů на чешском телевидении. В конце 2007 года Надя Урбанкова выпустила новый компакт-диск «Паломничество в Желив» совместно с группой Bokomara, с которой впоследствии установила постоянное сотрудничество.
Имела очень теплые и сердечные отношения со своей дочерью Линдой (Яна Фабианова), также музыкантом и актрисой.
Последние годы жизни боролась с онкологическим заболеванием (рак груди). Скончалась 3 февраля 2023 года от осложнений COVID-19. В конце января 2023 года певицу перевели из Пельгржимова в пражскую больницу именно из-за тяжёлого течения коронавирусной инфекции.

## Избранная фильмография
- 1976 «На хуторе у леса»
- 1975 «Романс за крону» — Надя
- 1972 «Девичья клятва»
- 1970 «Взрослым позволено всё»
- 1969 «Жаворонки на нитке» — Ленка
- 1966 «Поезда под пристальным наблюдением» — Виктория Фрайе
- 1964 «Если бы тысяча кларнетов»